# La vampira
La vampira (La Vampire) es un relato de vampiros publicado en 1865 por Paul Féval, con un argumento  errático e impredecible que tiene como fondo una serie de asesinatos cometidos en París y que algunos atribuyen a unos misteriosos criminales y otros a la policía napoleónica.

## Sinopsis
La trama del relato comienza a inicios del año 1804 y gira en torno un sórdido cabaret parisino llamado “La pesca milagrosa”, cuyo propietario se enriqueció pescando en el río Sena un pez que estaba lleno de monedas de oro.
El protagonista, René de Kervoz, es un joven abogado bretón, que está comprometido con una joven llamada Angèle. Un atardecer visita la iglesia de Saint-Louis-en-l`Îlle, donde el sacerdote le presenta a una enigmática aristócrata húngara, la condesa Gregory, a cuyas instancias visita una casa en la que se encuentra Lila, que dice ser la hermana menor de la condesa.
Lila, supuestamente enviada por la secta de los Hermanos de la Virtud, intenta advertir a René del peligro que corre su tío Georges Cadoudal, un caudillo monárquico francés, líder de la contrarrevolución de La Vendée. Lila declara su amor a René y le cuenta su historia y la de su hermana. Son hijas de una mujer asesinada por la vampira de Uszel, un cadáver calvo que robaba la cabellera ensangrentada de sus víctimas para mantener su juventud.
René se siente conmovido por las palabras de Lila y decide pasar la noche con ella. Sin embargo, al día siguiente el abogado descubre horrorizado que Lila es la vampira de Uszel y que, enamorada de él, ha decidido no matarle.